# Kvitka Cisyk
Kvitka (sau "Kasey") Cisyk (n. 4 aprilie 1953, New York City, New York, SUA – d. 29 martie 1998, New York City, New York, SUA) a fost o soprană americană de etnie ucraineană. Cisyk, o cântăreată de muzică clasică, a atins succesul în patru genuri muzicale: muzică populară, muzică clasică, muzică folclorică urcaineană și melodii comerciale pentru reclame la radio și la televizor.

## Viață timpurie
Cisyk a fost fiica a doi emigranți ucrainieni. Numele ei de botez ,"Kvitka" înseamnă "floare". Tatăl ei, Volodymyr Cisyk, un violonist ucrainean cunoscut și profesor, a învățat-o pe fiica sa să cânte la vioară când aceasta avea 5 ani, îngrijind-o pentru o carieră în muzica clasică.

## Educație
Cisyk a urmat Liceul de Muzică și Arte din New York, de asemenea cunoscut ca SUNY Binghamton, și a absolvit în 1970. A urmat Colegiul Harpur pentru un an, imediat după liceu. Aici sora ei a învățat să cânte la pian. În vara lui 1971, ea a urmat un program de operă sponsorizat de SUNY în Ghent, Belgia. A primit o bursă de studiu pentru vioară la Colegiul de Muzică Mannes, dar a schimbat la cursuri pentru muzică clasică vocală în timpul absolvirii.

## Moarte și moștenire
Kvitka Cisyk Rakowicz a murit pe 29 martie 1998 de cancer la sân, cu șase zile înainte să împlinească 45 de ani. Ea a fost moștenită de soțul ei, Edward J. Rakowicz, fiul ei, Edward W. (născut în 1991), fiicele surorii ei Lesia Merley Hill și Samantha Merley, unchiul ei, Wasyl Lew, soția acestuia Oksana, și fiicele acestora Khristina, Olesia, Ruta și Maya Lew.
Datorită contribuției ei la muzica ucraineană s-a organizat un festival de muzică în numele ei la Liov, Ucraina.